# Pentatomoidea
Pentatomoidea é uma superfamília de insetos hemípteros da infraordem Pentatomomorpha. Compreende mais de 7200 espécies em 16 famílias, encontradas em todo o mundo.

## Referência
1. ↑  «Bugguide.net». Consultado em 15 de fevereiro de 2015